# NGC 2936
NGC 2936 este o galaxie neregulată situată în constelația Hidra. A fost descoperită în 3 martie 1864 de către Albert Marth. Se află la o distanță de 100,5 megaparseci de Pământ.